# Гроувс (Тексас)
Гроувс (енгл. Groves) град је у америчкој савезној држави Тексас. По попису становништва из 2010. у њему је живело 16.144 становника.

## Демографија
Према попису становништва из 2010. у граду је живело 16.144 становника, што је 411 (2,6%) становника више него 2000. године.
| Група             | 2000.          | 2010.          |
| Белци             | 13.877 (88,2%) | 12.174 (75,4%) |
| Афроамериканци    | 208 (1,3%)     | 666 (4,1%)     |
| Азијати           | 260 (1,7%)     | 484 (3,0%)     |
| Хиспаноамериканци | 1.231 (7,8%)   | 2.639 (16,3%)  |
| Укупно            | 15.733         | 16.144         |